# Етторе Маркіафава
Етторе Маркіафава (італ. Ettore Marchiafava; (3 січня 1847 , Рим, Папська держава  — 23 жовтня 1935 , Рим, Королівство Італія ) — італійський лікар, патолог і невролог, відомий дослідженням циклу розвитку плазмодіїв в організмі людини під час малярії.

## Біографічні відомості
Син Анни Верчеллі та Франческо Маркіафава, народився в Римі, де залишався протягом всієї своєї тривалої кар'єри до кінця життя. Навчався в Римі, закінчив свій курс із золотою відзнакою, отримав там ступінь доктора медицини у 1872 році і став асистентом на кафедрі патологічної анатомії у професора Томмазі Круделі. Велика поширеність інфекційних хвороб, особливо малярії та туберкульозу, надала сильний поштовх у визначенні дослідницької діяльності Маркіафави. Після отримання ступеня він на короткий час з'їздив у Берлін, де Роберт Кох сильно просунувся в дослідженні туберкульозу. Маркіафава повернувся до Італії з великим інтересом до бактеріології та паразитології. Надалі він багато років займався вивченням морфології та біологічного циклу малярійного паразита. Він досконало вивчив різні стадії плазмодіїв в еритроцитах, і продемонстрував, що ці зміни були тісно пов'язані з ростом та розмноженням паразитів. Паралельно він вивчав мікроскопічних дані про еритроцити, їхні зміни при зараженні та кореляцію мікроскопічних даних з клінічними проявами у різні періоди гарячки.
Він став доцентом у 1881 р., а в 1883 році, у віці лише 36 років, він був призначений завідувачем кафедри патологічної анатомії, через призначення його вчителя Круделі завідувати кафедрою гігієни. Маркіафава став професором медицини в 1917 році, залишаючись завідувачем кафедри до свого виходу на пенсію у 1922 році.
У 1884 році Маркіафава, у співпраці з Анджело Челлі (1857—1914), виявили менінгокок у спинномозковій рідині хворого на «епідемічний цереброспінальний менінгіт» (сьогодні має назву — менінгококовий менінгіт), хоча й не пов'язали його з виникненням хвороби. Також у 1884 році Шарль Луї Альфонс Лаверан (1845—1922), який знайшов паразита малярії в 1880 році, показав свої висновки Маркіафаві та Челлі, які з їхніми потужними мікроскопами змогли остаточно підтвердити теорію Лаверана про людського кров'яного паразита, якому вони дали назву Plasmodium. Теорію надалі остаточно підтвердив Джованні Батіста Грассі.
Протягом усієї своєї кар'єри Маркіафава мав сталий інтерес до вивчення захворювань нервової системи, як інфекційного, так і дегенеративного характеру. Серед його удач була перша характеристика сифілітичного церебрального артеріїту. У 1897 році він вперше спостерігав первинну дегенерацію у мозку алкоголіка, а в 1903 році Аміко Біґамі опублікував клінічне дослідження про неврологічні розлади в такій ситуації. Нині цей стан відомий як синдром Маркіафави або Маркіафави-Біґамі.
Він став одним з піонерів у галузі патології серця, показавши важливість коронарного склерозу в патогенезі інфаркту міокарда та запропонувавши використовувати теобромін для лікування цього захворювання. На початку своєї кар'єри він зробив й інші важливі дослідження, які показали бактеріальний характер ендокардитичних виразок. Він також проводив дослідження з ангіотичної облітерації при інтерстиціальних запаленнях, особливо при туберкульозі, і докладно досліджував структурні модифікації у місцях, де бронхи з'єднуються з паренхімою легенів, а також клінічну епідеміологію захворювання. У нефрології він вивчив і описав гломерулонефрит, пов'язаний зі скарлатиною.
У 1913 році його обрано сенатором Сенату Королівства Італії. У 1925 році він був організатором першої міжнародної конференції з вивчення малярії.
Особистий лікар трьох римських Пап і Савойського дому, він у 1926 році був нагороджений медаллю Менсона за свої дослідження в тропічній медицині. Його двічі номіновано на здобуття Нобелівської премії з фізіології або медицини в 1927 і 1932 роках. Він був дуже успішним лікарем і дуже скромною і культурною людиною, захоплювався античною літературою, провів детальне дослідження робіт Горація про вина.

## Нагороди
- Кавалер, Офіцер, Командор, Великий офіцер, Кавалер Великого Хреста ордена Корони Італії (1881, 1885, 1894, 1907, 1924);
- Кавалер, Офіцер, Командор, Великий офіцер і Кавалер Великого Хреста ордена Святих Маврикія та Лазаря (1889, 1890, 1894, 1923, 1926);
- Кавалер Савойського Громадянського ордена (1916);
- Почесний член Королівського британського товариства медицини (1905);

## Названі на честь вченого
- Постпневмонічна тріада Маркіафава — одночасна наявність менінгіту, ендокардиту та септичного вогнища в легенях.
- Синдром Маркіафава-Біґамі — демієлінізація мозолистого тіла та наявність кортикального ламінарного некрозу, що трапляється у фронтальних та скроневих частках головного мозку.
- Синдром Штрубінґа-Маркіафава-Мікелі — рідкісний аутоімунний розлад з поступовим початком та хронічним перебігом, який відзначається внутрішньосудинною гемолітичною анемією, зазвичай з нападом нічної пароксизмальної гемоглобінурії.